# NGC 1042
NGC 1042 este o intermediate spiral galaxy⁠(d) situată în constelația Balena. A fost descoperită în 10 noiembrie 1885 de către Lewis A. Swift. Se află la o distanță de 4,2 megaparseci de Pământ.